# Тонне, Эстас
Эстас Тонне (род. 24 апреля 1975, Запорожье, Украинская ССР, СССР) — гитарист-виртуоз, современный трубадур. Выступал на международных фестивалях, таких как «Buskers Festival Stadtspektakel» (Ландсхут, Германия), Aufgetischt Festival! (Санкт-Галлен, Швейцария), No Mind Festival 2013 (Швеция), 5th International Summer Music Festival 2013, Venue for Revival, Culture and Personal Development (Пиргос, Греция), International Summer Concerts 2013 (Греция), Gara Vasara Festival 2013 (Рига, Латвия) и многих других.

## Биография
Станислав Тонне родился 24 апреля 1975 года в городе Запорожье. Изучал музыку с восьми лет и тогда же стал играть на гитаре. Учитель гитары Сергей Борисович Щербак сформировал любовь Станислава к музыке мира. В 1990-е годы он вместе с семьёй переехал в Израиль, где прожил около десяти лет, не занимаясь музыкой. Несколько лет он ездил по разным странам, а в сентябре 2002 года в Нью-Йорке ему подарили гитару, которая впоследствии изменила его жизнь. С этого времени он путешествует по миру, давая уличные концерты, а также выступая на фестивалях. Называет себя современным трубадуром. Играя с виртуозом-скрипачом Майклом Шульманом, Тонне начал выступать по всему Нью-Йорку. С 2002 года начал путешествовать с концертами по всему миру. Выступал в США, Мексике, Израиле, Индии, а также многих странах Европы.

## Альбомы
Студийные альбомы:
- 2002 — Black and White World
- 2004 — Dragon of Delight
- 2008 — 13 Songs of Truth
- 2009 — Bohemian Skies
- 2011 — Place of the Gods
- 2013 — Internal Flight (Guitar Version)
- 2016 — Mother of Souls
- 2021 — Time of the Sixth Sun: Sacred Transmissions (Remixed)
- 2025 - Old Style

Записи концертных выступлений:
- 2012 — Live in Odeon
- 2012 — The Inside Movie
- 2013 — Internal Flight (Live at Gara Vasara)
- 2021 — Space Creation (feat. Jonatan Bar Rashi — Live in Zurich)
- 2021 — Anthology, Vol. I & Vol. II (Live)